# Хомстед Медоус Норт (Тексас)
Хомстед Медоус Норт (енгл. Homestead Meadows North) насељено је место без административног статуса у америчкој савезној држави Тексас.

## Демографија
По попису из 2010. године број становника је 5.124, што је 892 (21,1%) становника више него 2000. године.
| Група             | 2000.         | 2010.         |
| Белци             | 695 (16,4%)   | 480 (9,4%)    |
| Афроамериканци    | 18 (0,4%)     | 25 (0,5%)     |
| Азијати           | 0 (0,0%)      | 9 (0,2%)      |
| Хиспаноамериканци | 3.491 (82,5%) | 4.588 (89,5%) |
| Укупно            | 4.232         | 5.124         |